# Nesolagus
A Nesolagus az emlősök (Mammalia) osztályának a nyúlalakúak (Lagomorpha) rendjébe, ezen belül a nyúlfélék (Leporidae) családjának egyik neme.
Az egyetlen csíkos nyulak.

## Rendszerezés
A nembe mindössze két faj tartozik:
- Szumátrai üreginyúl (Nesolagus timminsi)
- Annami üreginyúl (Nesolagus netscheri)